# 시사 (오키나와)

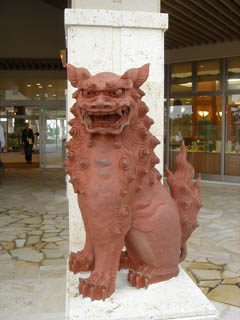
오른편에 서있는 전형적인 시사

시사(오키나와어: シーサー)는 오키나와에서 볼 수 있는 류큐의 전통 문화유산으로, 사자와 개의 특징이 혼합된 모습을 한 수호신상이다. 중국의 산예(사자)에서 유래했으며, 시사는 "사자"(獅子)의 류큐어 발음이다. 야에야마 방언으로는 시시(シィーシィー 또는 シーシ－)라고도 한다. 일본 본토의 코마이누와 그 역할 및 기원이 대동소이하다.
시사는 악귀를 물리치고 액운을 막는 의미를 지니고 있으며, 지붕 위에 설치되는 경우가 많다. 단순한 장식물이 아닌, 오키나와 사람들의 신앙과 문화가 담긴 중요한 문화 표상으로 여겨진다. 오늘날에도 많은 오키나와 가정과 건물에서 수호신으로서의 역할을 하고 있으며, 오키나와를 대표하는 문화적 상징이 되었다.

## 역사
시사는 코마이누와 마찬가지로 중국의 산예(사자)에서 유래한 것이다. 개라는 설도 있으나, 오키나와와 관련이 깊었던 중국이나 남방의 영향을 고려하면 사자일 것이라는 의견과 인식이 우세하며, 한자 명칭으로 보아도 사자라고 단언되는 경우가 있다.
학자들은 우라소에의 왕릉(요우도레)에 있는 에이소왕의 석관에 부조로 조각된 시사는 가장 오래된 시사 조각으로 추정한다. 제작 시기와 관련해서는 에이소왕 사망 직후(13~14세기)에 제작되었는지, 쇼신왕 때(15세기) 제작되었는 지에 대한 논쟁이 있으며, 오키나와에 시사가 최초로 전래된 시기를 이 시기로 본다. 부조가 아닌 시사 조각상 중에는 류큐국의 도성 슈리성의 정문 칸카이몬 앞에 있는 한 쌍의 시사상을 가장 오래된 것으로 본다. 칸카이몬은 쇼신왕 때 건립되었으며, 슈리성의 정문에 세워진 것을 근거로 초기의 시사가 류큐국의 건국과 함께 왕을 상징하는 문화 표상으로 도입되었다고 해석한다. 이 외에도 시기적으로 오래된 시사상으로는 요우도레에 있는 석조 시사, 엔가쿠지 방생교에 세워진 시사상, 타마우둔에 세워진 시사상 등이 있다. 기록이 명확히 남아있는 것으로는 엔가쿠지 방생교 난간 기둥 위의 새끼를 데리고 있는 시사상이 있는데, 1498년에 제작된 것으로 기록되어 있다.
류큐국 또는 류큐왕의 상징이었던 시사는 사쓰마의 침공과 지배로 왕권이 약화하면서 17세기 말부터 중국에서 온 풍수 관념의 도입과 함께 오키나와 본섬 남부의 마을로 확산되었다. 이와 관련하여 시사에 대한 현존하는 가장 오래된 기록은 류큐국 역사서 《규요》(球陽)에 실려 있다. 1689년(쇼테이 21년)의 일로, 당시 화재가 빈발하여 곤란을 겪고 있던 고친다의 도모리 사람들이 풍수사에게 조언을 구했더니, 그 풍수사는 야에세다케(八重瀬岳)의 영향 때문이라고 하며, 이를 막으려면 시사상을 만들어 그 산을 향해 설치하라고 조언했다. 주민들이 그 말에 따라 시사를 설치하자 화재가 발생하지 않게 되었다고 한다. 한편, 비슷하게 슈리상 동쪽에 위치한 별궁 우차야우둔의 벼랑에 세워진 시사상(17~18세기 제작 추정)도 야에세다케를 바라보고 있어 나쁜 기운으로부터 성을 보호한다고 해석하기도 한다.

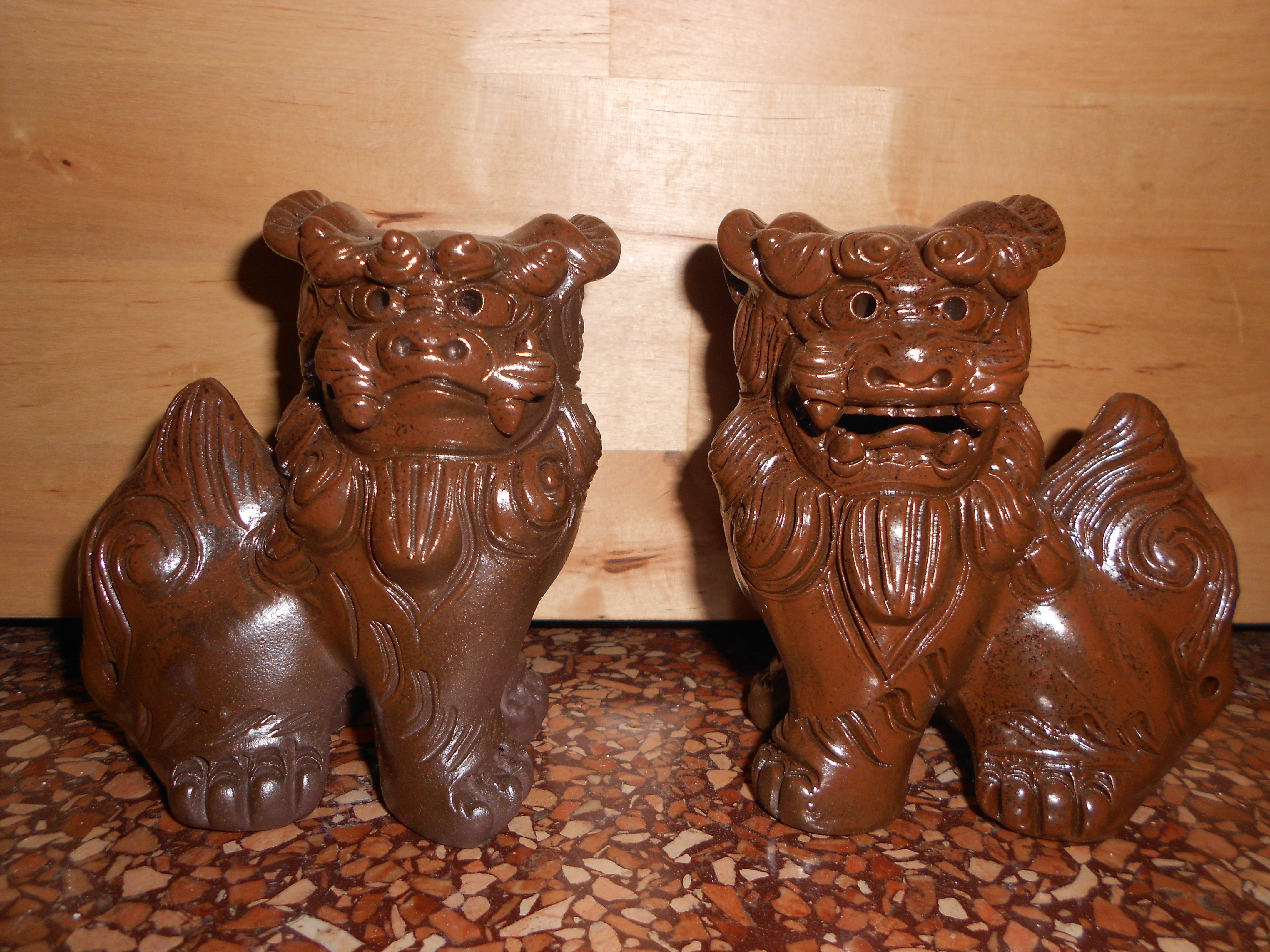
한 쌍의 시사

시사상은 1개로 설치되기도 하고, 암수에서 비롯한 음양의 의미 또는 불교의 영향으로 아운의 의미를 가진 한 쌍으로 설치되기도 하는데, 단일 형태보다는 한 쌍으로 설치되는 경우가 더 많다고도 한다. 대문의 기둥 위나 건물의 현관 또는 전면에는 한 쌍의 시사를 설치하는 것이 일반적이다. 음양 또는 아운의 차이에 따라 암수의 구별이 있으며, 각각의 역할이 있다고 한다. 일반적으로 입이 벌어진 시사가 수컷으로 오른쪽에 두어 복을 불러들이고, 입을 다문 시사가 암컷으로 왼쪽에 두어 온갖 재난이 집에 들어오지 못하게 한다고 한다. 암수 구별에는 다양한 해석이 있어, 암수를 놓는 위치가 바뀌거나, 입의 개폐에 따라서 수컷이 입을 다물어 나쁜 것이 집에 들어오지 못하게 하고, 암컷이 입을 벌려 좋은 것을 나눈다고 보기도 한다. 액운을 몰아내기 위해 지붕 위에 단독으로 설치된 시사는 대부분을 입을 벌리고 있다.
시사가 각 가정의 지붕 위에 설치되기 시작한 것은 서민에게 기와 지붕이 허용되기 시작한 메이지 시대 이후이다. 그 전까지는 사찰이나 성문, 우타키, 귀족의 묘역, 마을의 출입구 등에만 설치되었다. 재질은 돌이나 도기(토기 또는 도자기), 석회가 기본이지만, 최근에는 콘크리트나 청동 제품도 있다.
오늘날에는 관광 상품화되어 관광객을 대상으로 하는 기념품 가게에서 다양한 표정과 자세를 가진 시사 조각을 판매하고 있다.

## 전설
한 중국 사신이 슈리성 궁정으로부터 돌아올 때 왕에게 선물로 시사 모양의 장식이 달린 목걸이를 가져왔다. 왕은 이를 매우 마음에 들어 했고 옷 안에 착용했다. 나하 항구 만의 마단바시 마을은 주민들을 잡아먹고 재산을 파괴하는 바다 용에게 자주 시달렸다. 어느 날 왕이 마을을 방문했을 때 이러한 습격이 발생했고, 모든 사람이 도망가서 숨었다. 현지의 노로는 꿈에서 왕이 방문했을 때 해변에 서서 용을 향해 장식물을 들어올리라고 지시하라는 계시를 받았다. 그래서 치가라는 소년을 보내 왕에게 이 메시지를 전달했다. 왕이 장식물을 높이 들고 괴물과 마주섰을 때, 즉시 마을 전체를 흔드는 강력한 포효가 울려 퍼져 용조차 떨게 만들었다. 그때 하늘에서 거대한 바위가 떨어져 용의 꼬리를 눌러 움직이지 못하게 되었고, 결국 용은 죽고 말았다. 이 바위와 용의 시체는 식물로 뒤덮이고 나무들로 둘러싸여 오늘날 나하 오하시 다리 근처의 "가나무이 숲"으로 볼 수 있다. 마을 사람들은 용의 영혼과 다른 위협으로부터 보호하기 위해 큰 석조 시사를 만들었다.

## 무라 시사

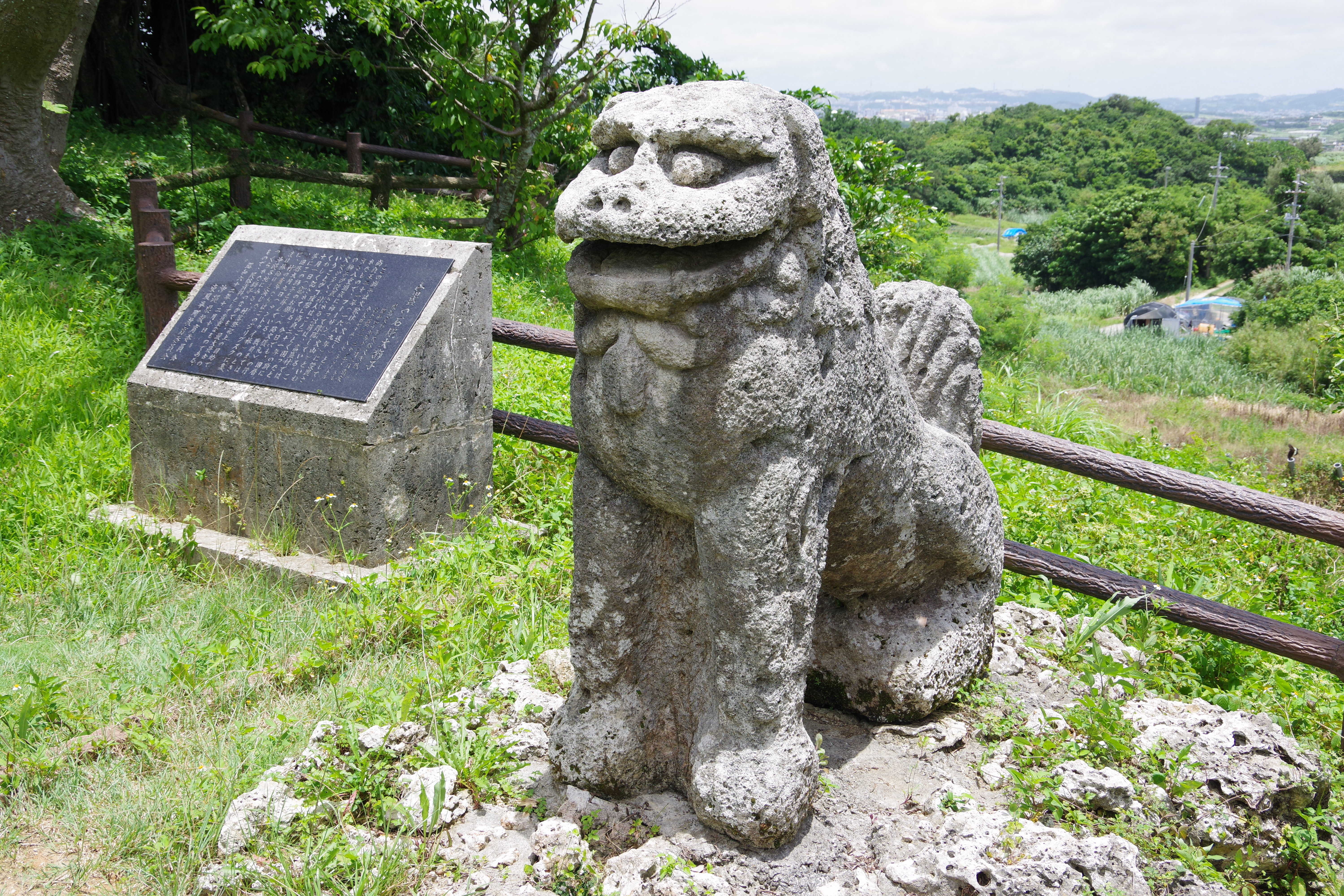
도모리 시사

오키나와 본섬 남부를 중심으로 구스쿠나 취락에 설치된 시사 석상을 특히 "무라 시사"(村獅子)라고 부른다. 17세기부터 확산하기 시작한 무라 시사는 2021년 현재 153기가 현존하고 있다. 단일로 설치되는 무라 시사는 화재 방지(불막이)를 목적으로, 두 개 이상으로 설치한 것은 액막이(잡귀막이)를 목적으로 하는 경우가 많다. 또한, 이웃 마을과의 대항 관계 때문에 설치된 예도 있다. 크기가 작고 형태가 조악한 것이 대부분이라 류큐국 시대의 행정구역인 마기리(間切)간 경계를 표시하는 기능으로 쓰였다고 보기도 한다.
무라 시사에 대한 문헌 기록은 시사에 대한 현존하는 가장 오래된 기록으로, 1689년의 《규요》(球陽)에 언급되어 있으며, 화재를 막기 위해 야에세다케를 향해 설치되었다고 전한다. 이 문헌에서 언급하는 시사이자 현존하는 가장 오래되고 가장 큰 것으로 알려진 무라 시사는 야에세초(구 코치바루초) 도모리 지구에 있는 도모리 시사로, 오키나와현 지정유형문화재로 지정되어 있다. 높이는 1.4미터 정도, 전체 길이는 1.75미터이다.
도모리 시사의 표면에는 여러 개의 구멍이 뚫려 있는 것을 확인할 수 있다. 이것은 전쟁의 흔적으로, 이 일대는 제2차 세계 대전 중 1945년 오키나와 전투에서 지상전의 무대 중 한 곳이었다. 구 일본군이 야에세다케에 진지를 설치했고, 이에 맞서는 미군이 야에세다케를 향해 서 있는 이 시사를 방패삼아 일본군의 동태를 살피는 사진이 남아있다. 시사 표면의 구멍은 이 전투에서 생긴 탄흔이다. 시사 주변의 풍경은 전후의 식림으로 인해 숲으로 바뀌었지만, 이 시사는 지금도 변함없이 서 있다. 전후 반세기가 지나 탄흔은 많이 희미해졌다.
19세기 말 류큐국이 멸망하고 메이지 유신으로 말미암은 근대화로 인해 촌락이 쇠퇴하며 20세기 초부터 마을 단위의 무라 시사는 더 이상 제작되지 않게 되었다.

## 야네 시사

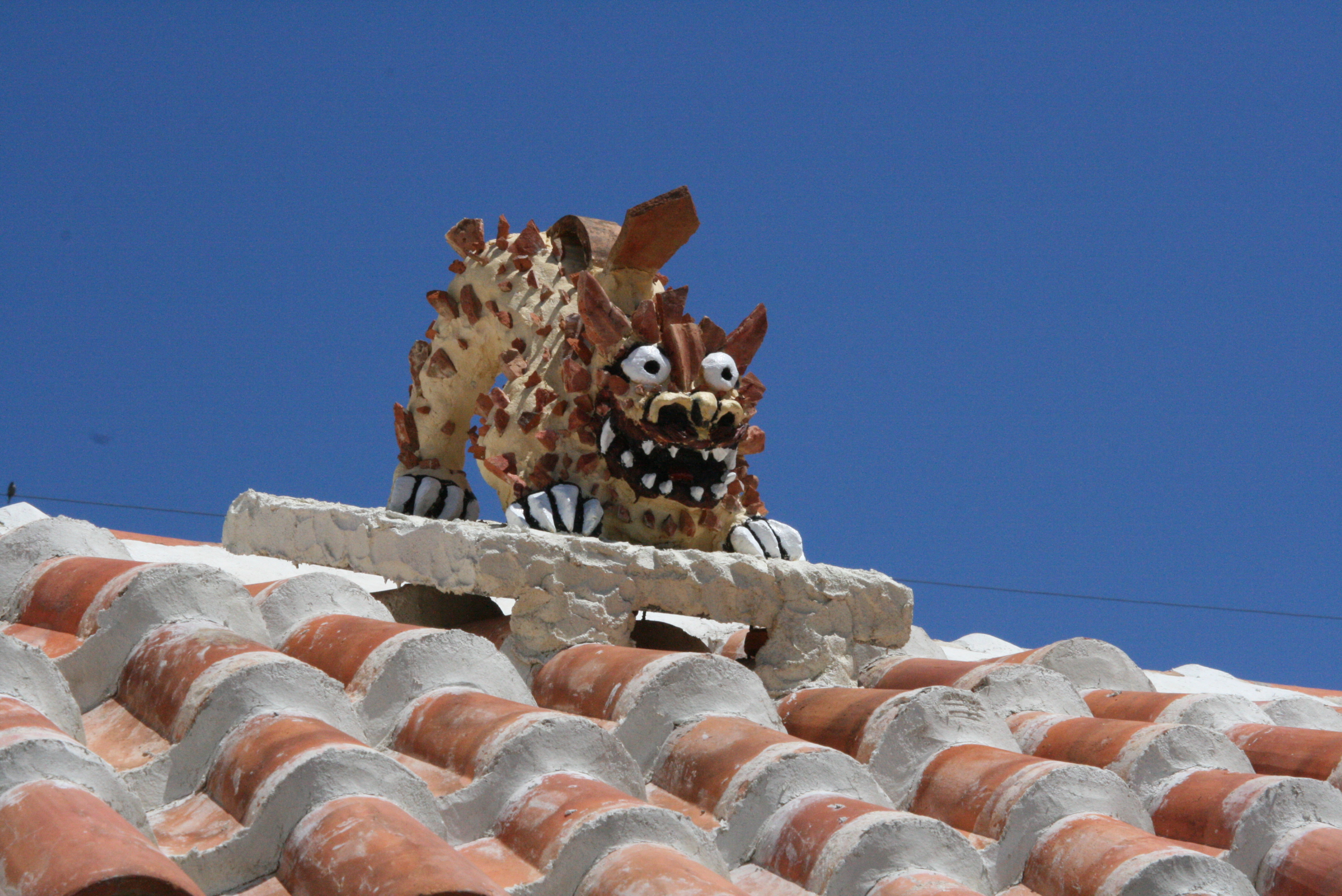
나고시 지붕의 야네 시사

1889년(메이지 22년) 개인 주택에 붉은 기와로 지붕을 만들게 허가하면서 오키나와에서는 지붕 위에 시사를 설치하게 되었고, 이 시사를 "야네 시사"(屋根獅子)라고 하였다. 초기에는 지붕을 만드는 야네코우(屋根工)가 집을 신축하는 축하의 의미로 기와 조각을 사용하여 사자, 호랑이, 개 등의 형상을 지붕에 올려두는 것에 시작하였다. 이미 집이 만들어진 뒤에 야네 시사를 올리는 경우가 많아지면서 기와가 아닌 도자기로 야네 시사를 제작하기도 하였다. 지붕이 없는 콘크리트 주택이 도입된 이후에는 대문 두 기둥에 한 쌍을 배치하거나, 대형 건물에는 건물 입구나 발코니에 쌍으로 야네 시사를 배치한다.
야네 시사는 집 밖의 액운이 집 안으로 들어오는 것을 막는다는 의미로 설치하기 때문에 험한 인상으로 입을 벌리고 엉덩이를 드는 자세로 만들었다.

## 갤러리

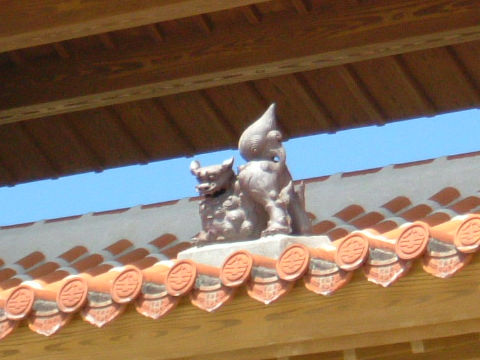
기노완시 지붕의 시사
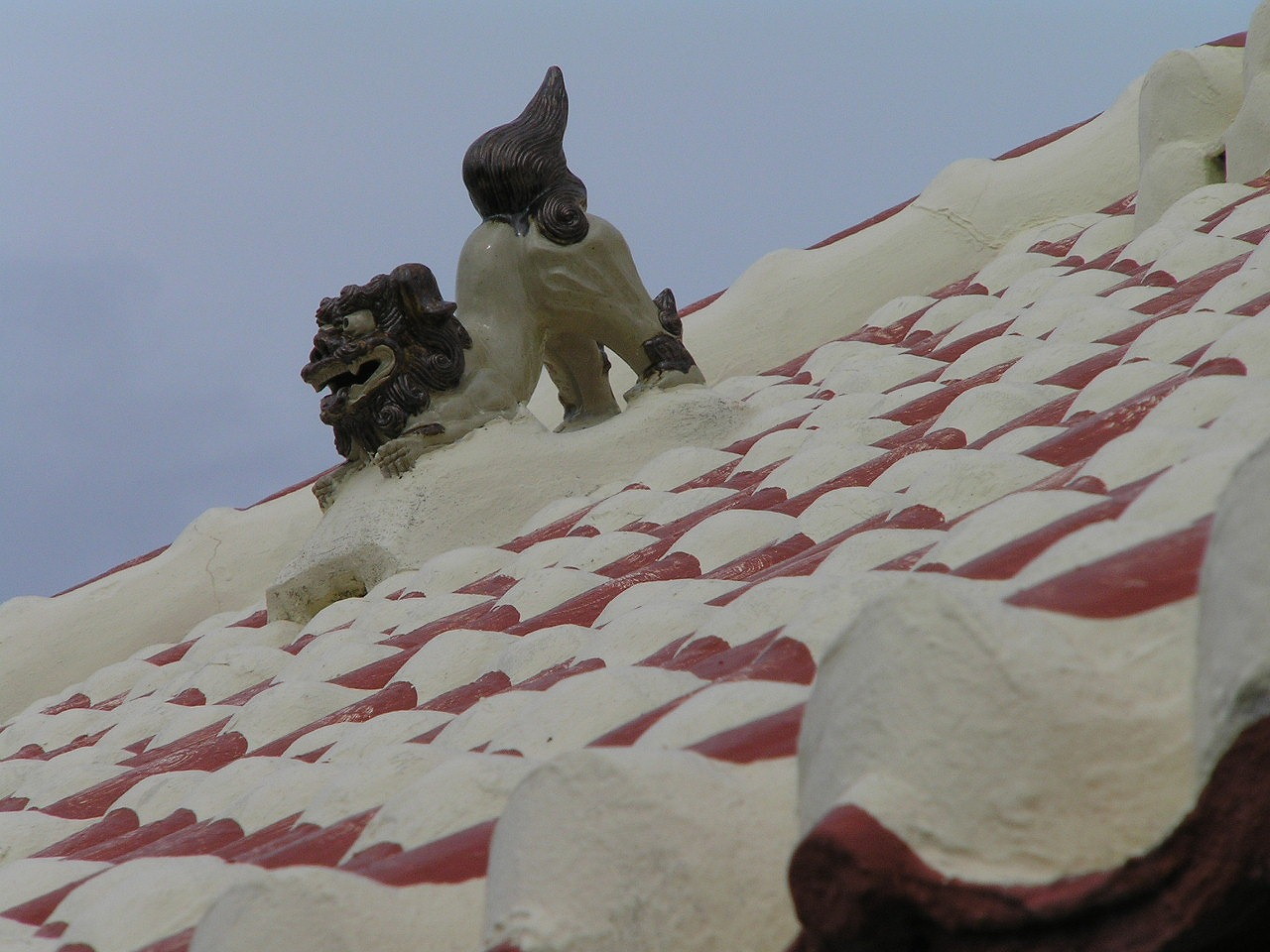
구로시마섬 지붕의 시사
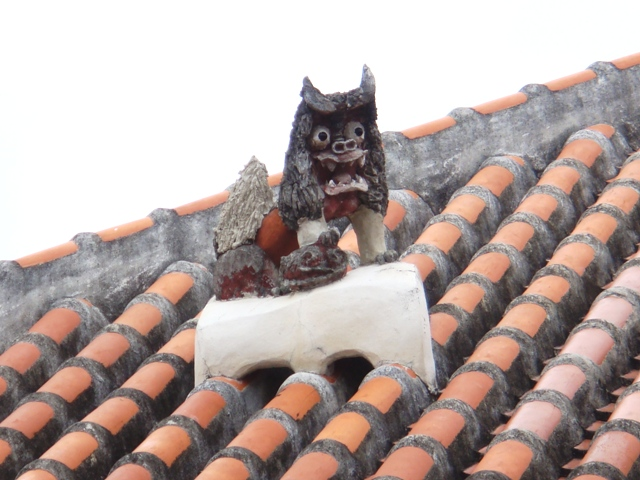
다케토미섬 지붕의 시사
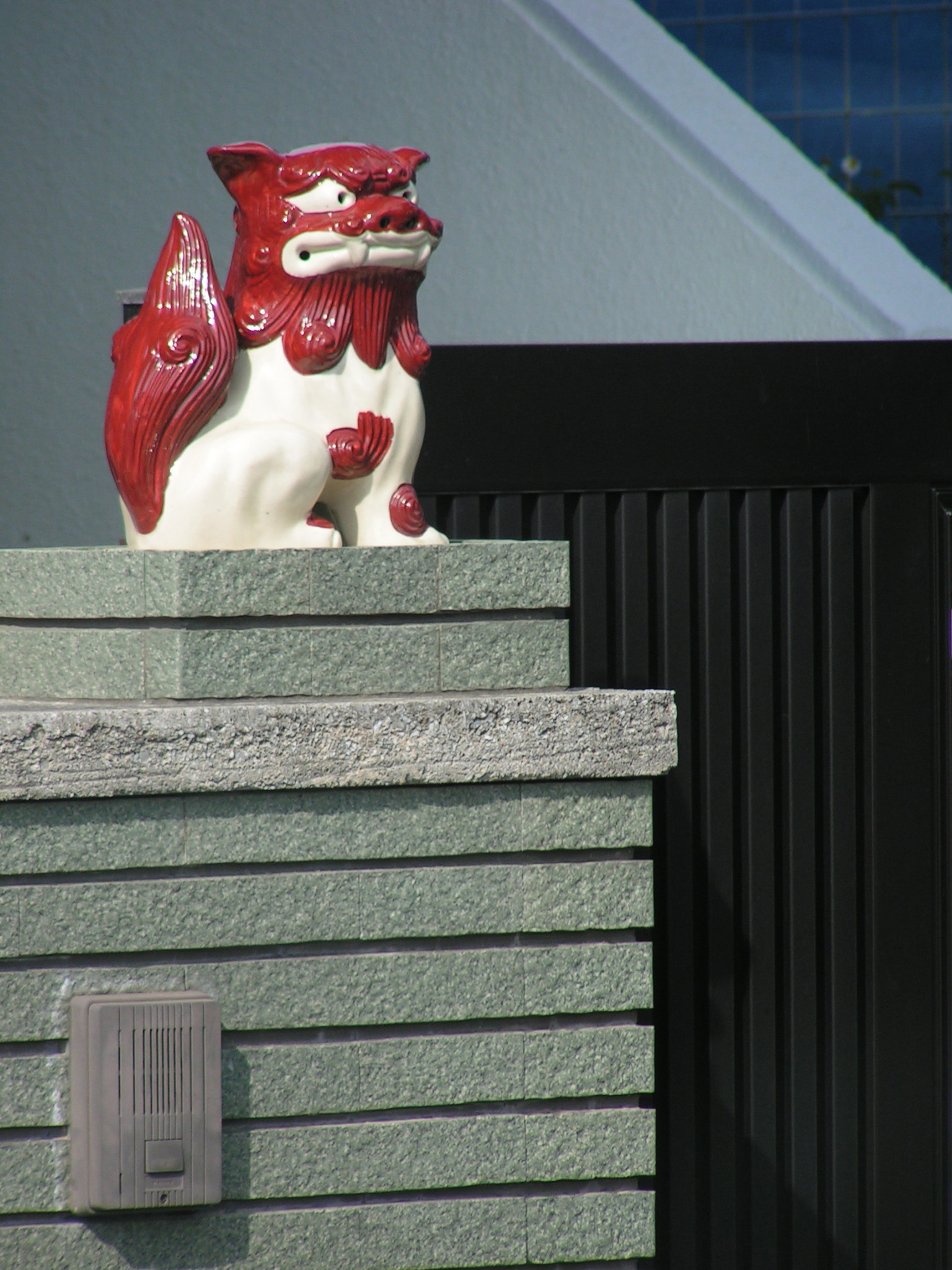
대문 왼편 기둥에 서있는 입을 닫은 시사
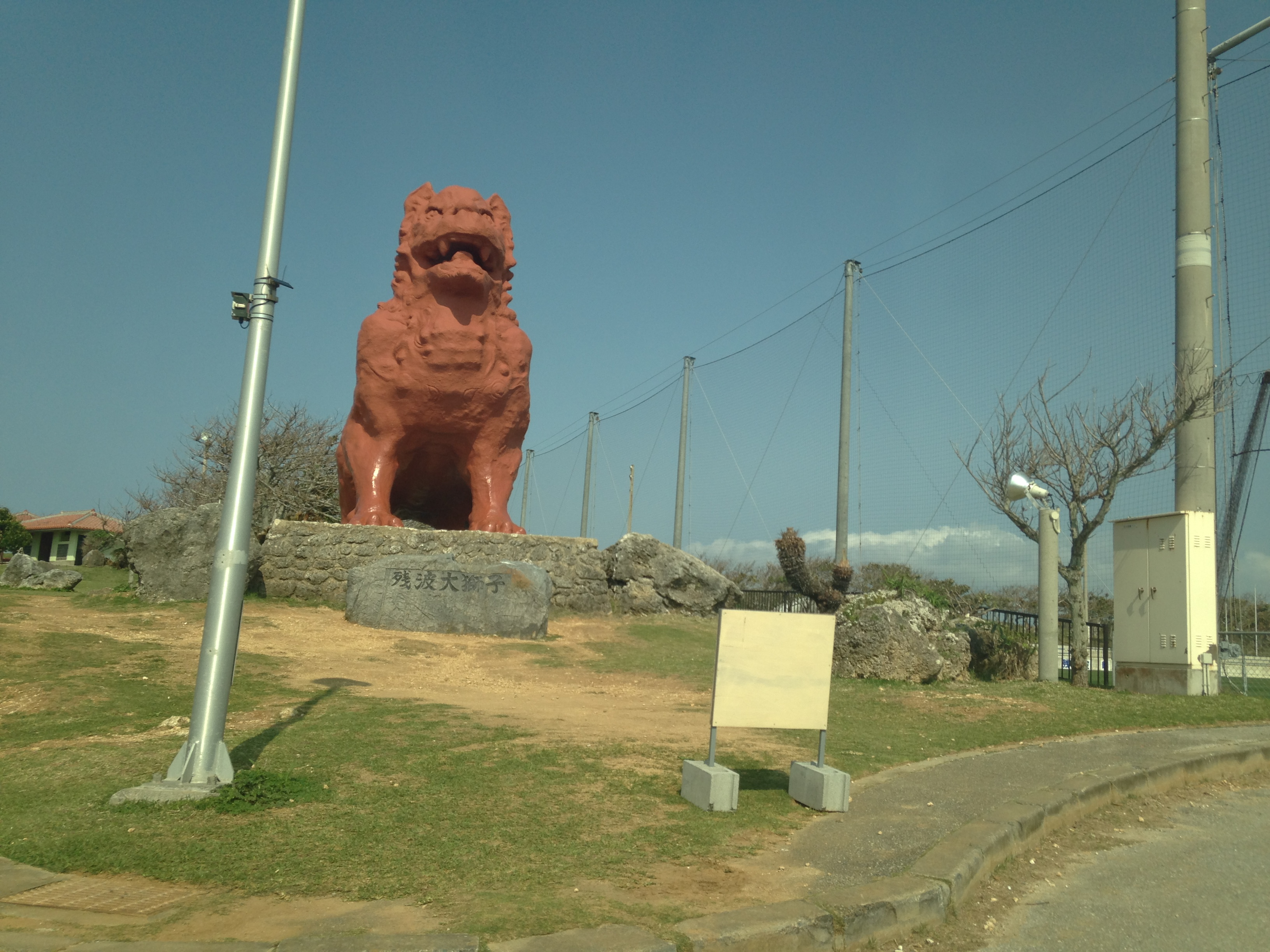
잔파곶에 서있는 높이 7m의 시사
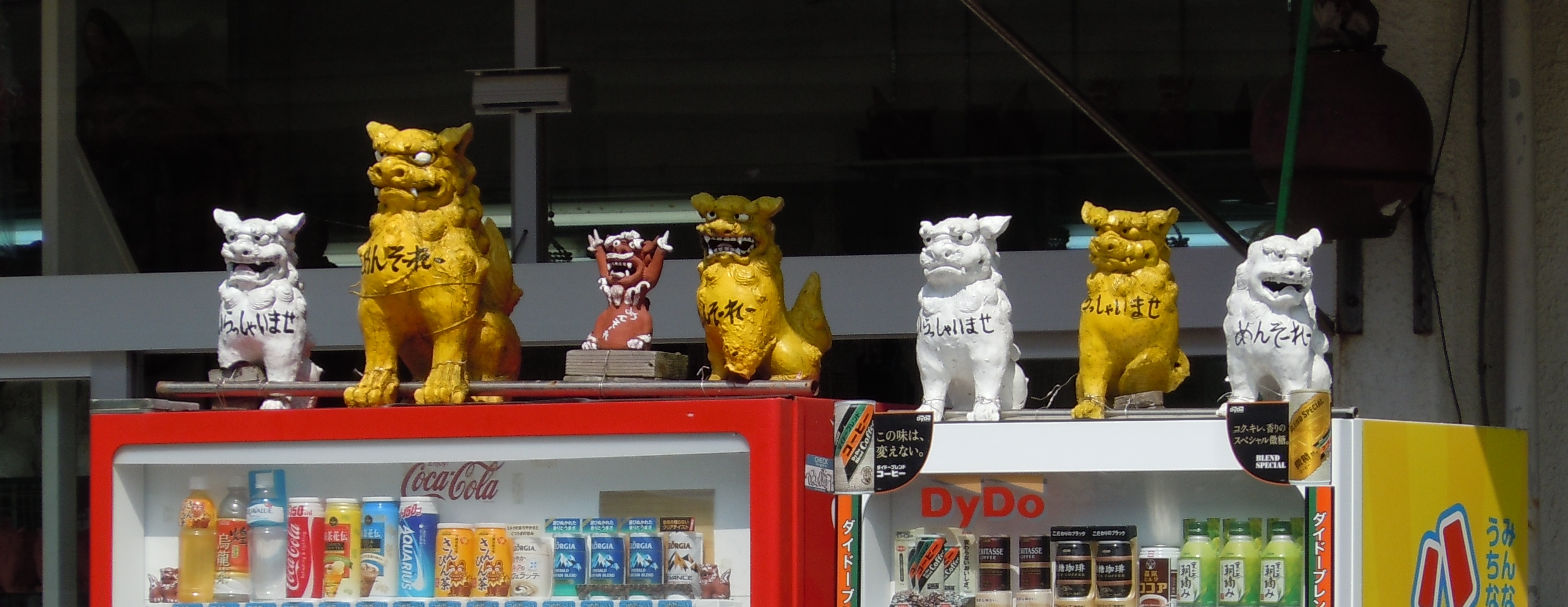
오키나와 본섬 자판기 위에 앉아있는 시사
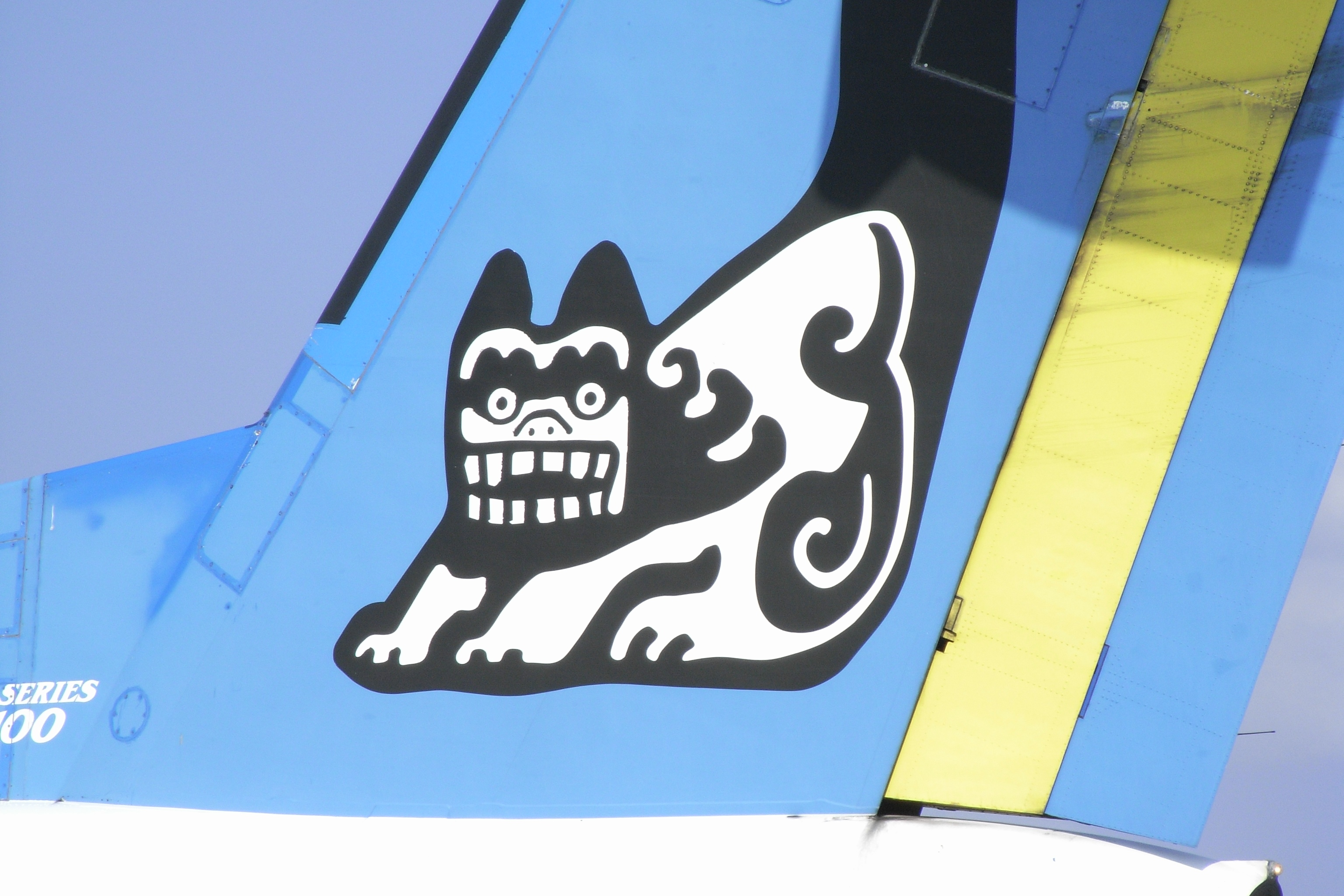
RAC 항공기 꼬리에 그려진 시사
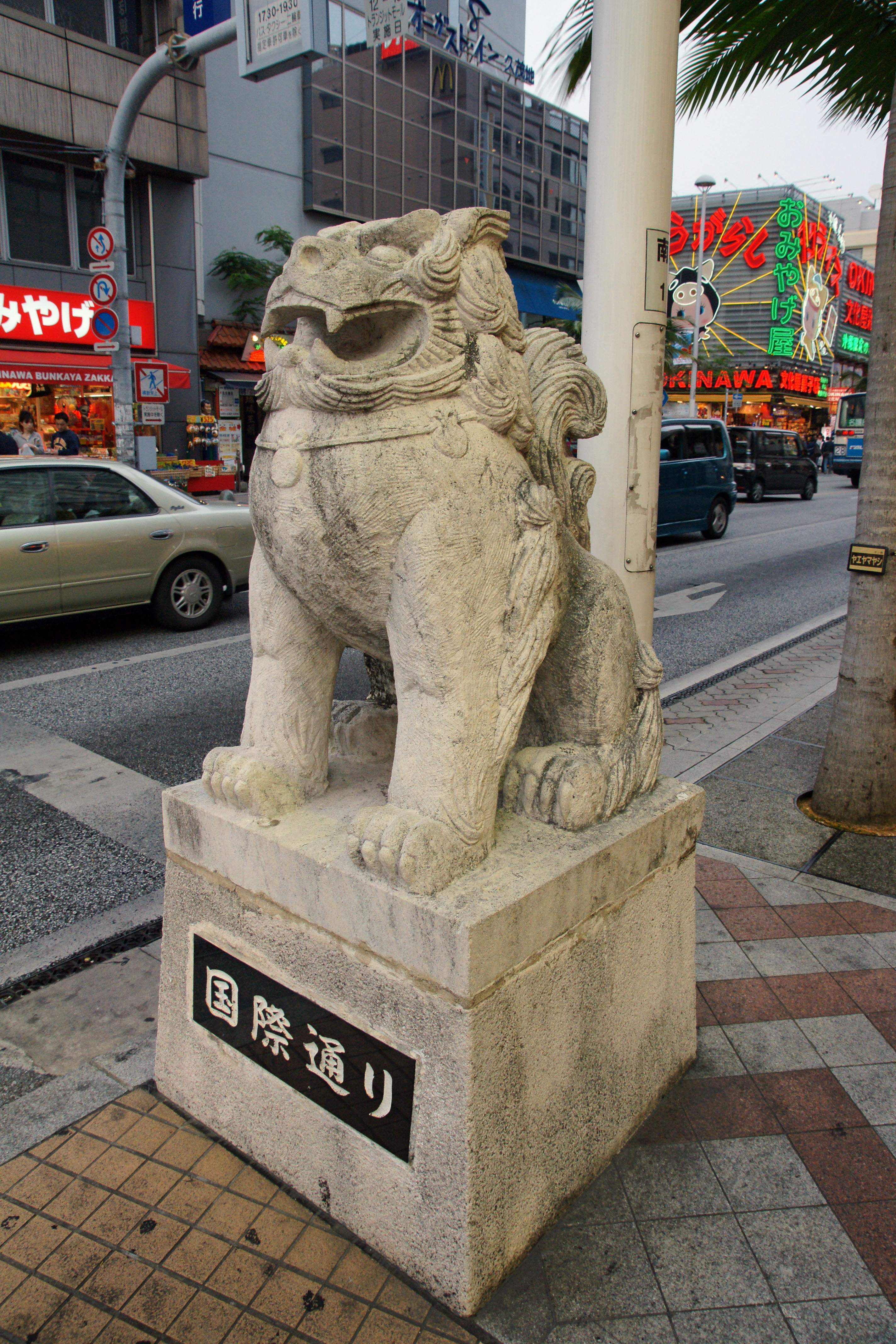
국제 거리 표지석의 시사
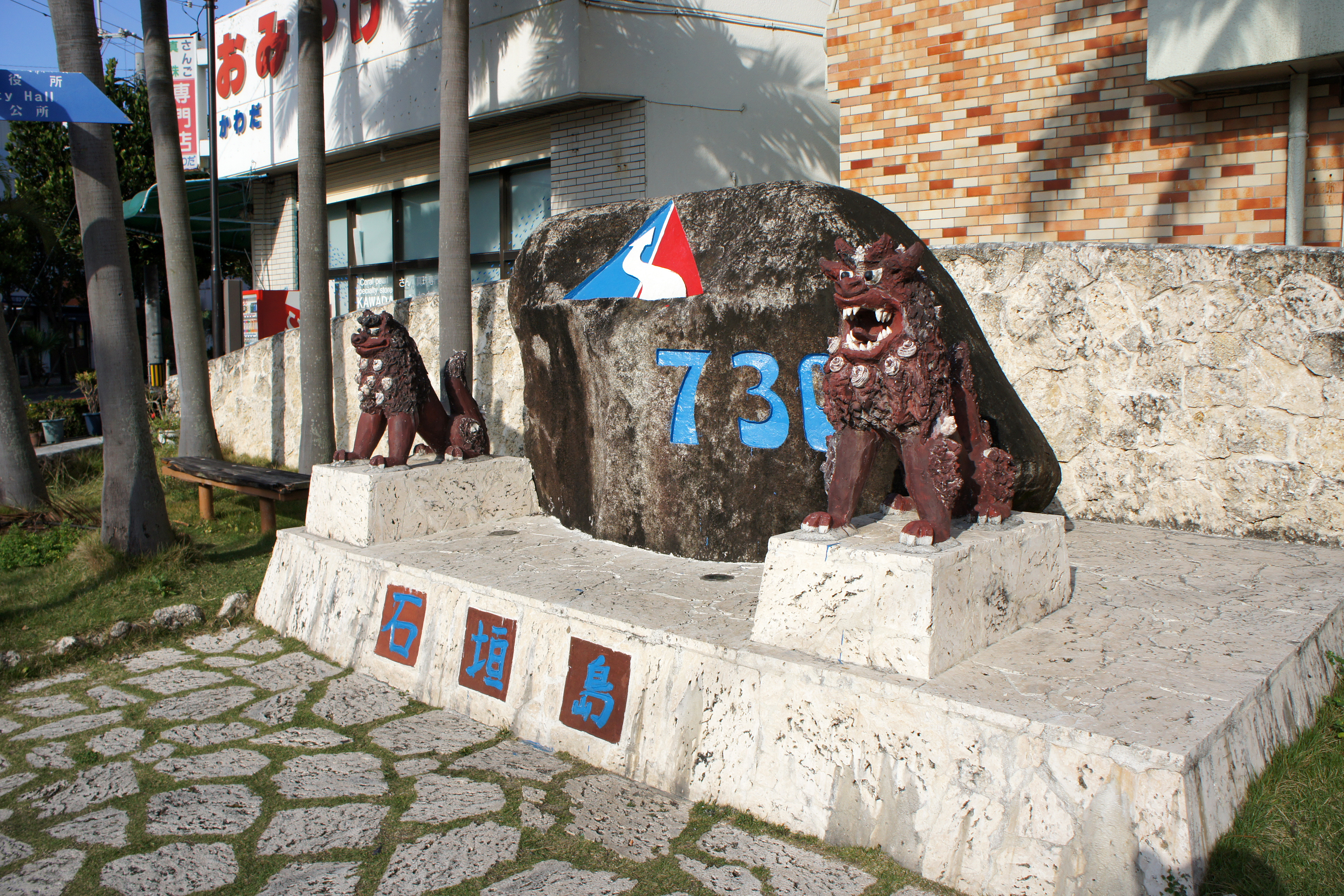
이시가키섬 730 시시 파크의 시시 한 쌍
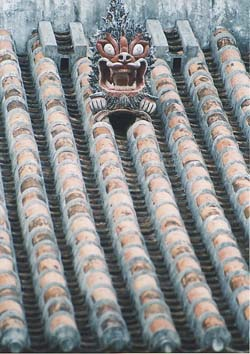
오키나와 본섬 전통 가옥 지붕의 시사
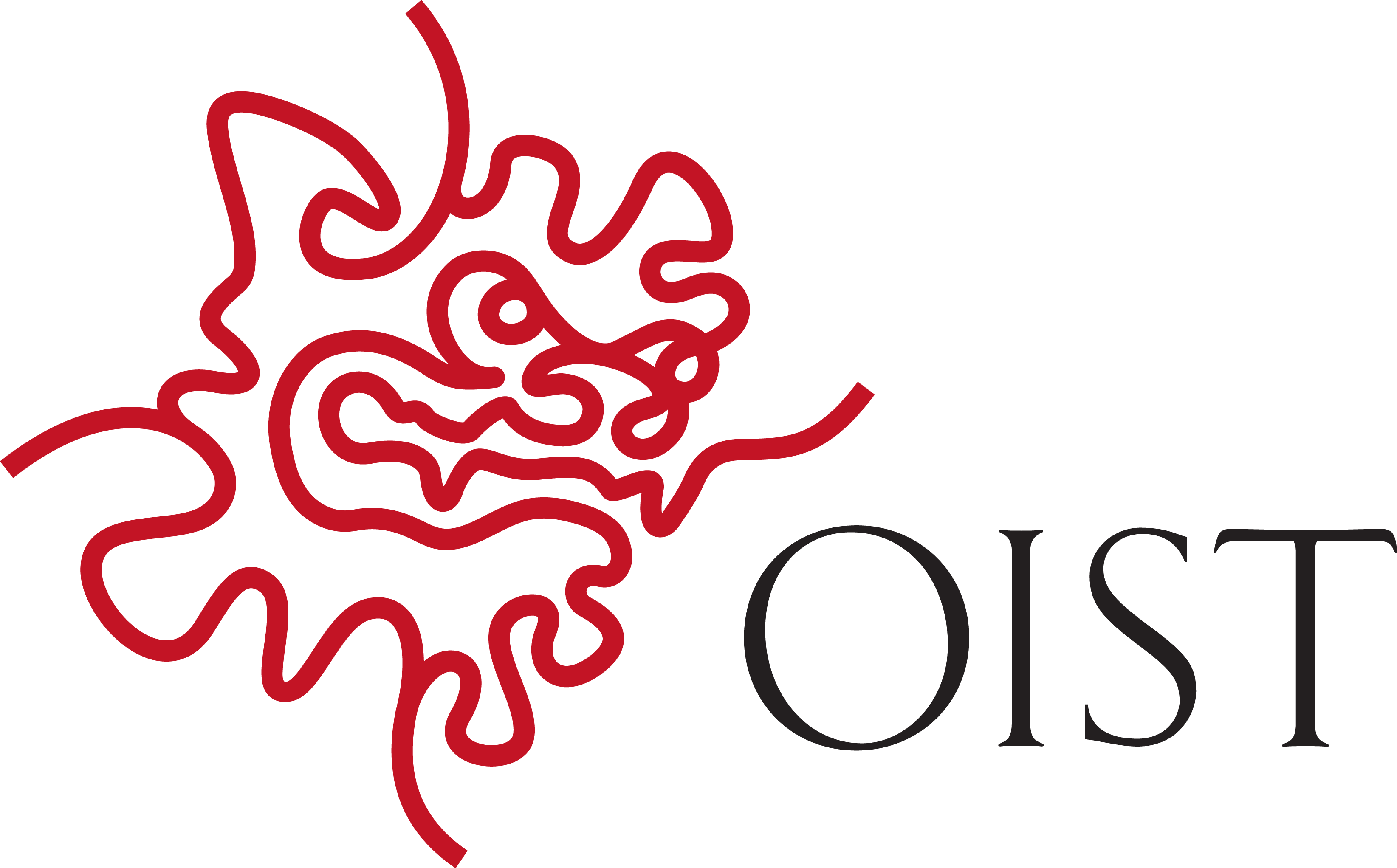
시사를 양식화한 오키나와과학기술대학원대학 로고

## 같이 보기
- 산예
- 코마이누
- 돌하르방

## 주해
1. ↑   《규요》의 쇼테이왕 21년의 기록에는 ‘始建獅子形, 向八重瀨岳, 以防火災’라고 되어 있다.

## 참고문헌
- 荒木, 正純 監修 (2007), 《知っておきたい天使・聖獣と悪魔・魔獣》, 西東社, 122–123쪽, ISBN 978-4-7916-1489-9
- NHK沖縄放送局 (2008), “富盛の石彫大獅子（八重瀬町） 【放送日 H20.7.16】”, 《戦跡マップ - 沖縄の戦跡と証言》 (NHK沖縄放送局)
- 東, ゆみこ 監修 (2007), 《世界の「神獣・モンスター」がよくわかる本：ドラゴン、ペガサスから鳳凰、ケルベロスまで》, PHP研究所, ISBN 978-4-569-66820-8
- 屋嘉, 宗克 (1963), “島の民俗信仰祀ついて”, 《沖大論叢》 (沖縄大学), 35–47쪽, ISSN 0387-1630
- 鈴木, 一馨 (2014). “沖縄本島における村獅子の分布について”. 《宗教研究》 (日本宗教学会) 87 (Suppl): 412–413. doi:10.20716/rsjars.87.Suppl_412.
- 川野 明正 (2021). “沖縄村落守護シーサーの集落毎の設置様態 -シナ海石造獅子・狗犬文化圏の比較研究（5）”. 《明治大学教養論集》 (明治大学教養論集刊行会) 555: 47–85.
- Chizue, Sesoko. Legends of Okinawa. First publication, in Okinawa, 1969.
- 김창민 (2016년 5월). “오키나와의 시사(シ－サ－, 獅子)와 문화적 정체성 만들기”. 《동아시아문화연구》 (한양대학교 동아시아문화연구소) (65).
- 大城, 學 (2007). “沖繩の獅子舞と獅子神信仰”. 《季刊 東方學》 (12).
- 長嶺, 操 (1982). “沖繩の魔除け獅子․寫眞集”. 《沖繩村落史硏究所》.